# Solinellus simberloffi
Solinellus simberloffi es una especie de arácnido del orden Pseudoscorpionida de la familia Olpiidae.

## Distribución geográfica
Se encuentra en Florida (Estados Unidos).